# Никитин, Фавст Васильевич
Фавст (Фауст) Васи́льевич Ники́тин (1894—1992) — советский учёный, зоотехник, кроликовод-селекционер, лауреат Сталинской премии (1951).

## Биография
Родился 20 июля 1894 года в г. Гжатск Смоленской губернии. Из дворян, сын юриста, городского судьи.
В 1903—1913 годах учился в Елизаветградской гимназии (Херсонская губерния) в одном классе с будущим академиком И. Таммом, лауреатом Сталинской премии Н. Чеботарёвым, академиком ВАСХНИЛ Б. Завадовским. Потом поступил в Московский государственный университет на отделение естественных наук физико-математического факультета.
В начале Первой мировой войны призван в армию. После прохождения 4-месячных курсов Одесского военного училища служил в чине поручика, штабс-капитана 13-го Белозерского пехотного полка Юго-Западного фронта. В 1917 году его пехотная рота прорвала на своем участке фронт и захватила штаб австрийской дивизии. За этот подвиг штабс-капитан Никитин был награждён орденом Св. Георгия.
После Октябрьской революции — заместитель командира роты Красной Армии, был трижды ранен. После демобилизации в 1920 году поступил в Елизаветградский сельскохозяйственный институт на зоотехнический факультет.
С 1928 года научный сотрудник Елизаветградского краеведческого музея. В 1930 году арестован, приговор — 5 лет ИТЛ. Отбывал наказание в должности зоотехника по кролиководству совхоза № 3 Темниковского лагеря НКВД.
В 1935—1940 гг. научный сотрудник Воронежского опорного пункта НИИ кролиководства. За этот период вывел в колхозах Воронежской области группы укрупнённых кроликов рексов живой массой 4-4,5 кг.
В 1940—1941 годах старший зоотехник Солнцевского кроликосовхоза Курской области, а с 1941 года (в связи с эвакуацией) — Бирюлинского зверосовхоза ТАССР.
К 1950 году вывел новые породы: чёрно-бурая и вуалево-серебристая (Сталинская премия).
В 1957 году вышел на пенсию и переехал в Казань. В 1959—1961 годах жил в Смоленске, в 1962—1981 годах — в г. Черновцы Украинской ССР. В 1981 году после смерти жены возвратился в посёлок Бирюлинского зверосовхоза.
Умер 16 октября 1992 года.
Автор 35 книг и брошюр, изданных на русском, татарском и украинском языках, 200 статей в сборниках, журналах, газетах.
Награждён 5 орденами (в том числе царскими орденами Св. Анны и Св. Георгия 4-й степени), 9 медалями, в том числе золотой медалью ВДНХ.